# Catecismo de Genebra
O "Catecismo de Genebra" (1542) cujo título completo é “O Catecismo da Igreja de Genebra, isto é, um plano para instruir as crianças na doutrina de Cristo”, é um símbolo de fé de confissão reformada, contendo 373 perguntas e respostas, escrito pelo reformador francês João Calvino em sua segunda estadia em Genebra. Por isso também é chamado de "Catecismo de Calvino". O "Catecismo da Igreja de Genebra" é o resultado do aperfeiçoamento do catecismo de 1537 chamado de "Instrução na Fé". Foi adotado pela Igreja Reformada da França e pela Igreja da Escócia até que esta aceitou os catecismos de Westminster em 1648, Serviu também de modelo para o Catecismo de Emden (1554), usado na Frísia Oriental.

## História

### Catecismos Precursores em Genebra
De acordo com o Dr. Matos, 
"Durante o ministério de João Calvino em Genebra, cerca de nove catecismos estiveram em uso, três deles anteriores à sua chegada na cidade. Esses catecismos eram também cartilhas que ensinavam rudimentos de aritmética e leitura, além de temas religiosos. Eles concentravam-se na Oração do Senhor, no Credo dos Apóstolos e nos Dez Mandamentos, além de incluírem versículos bíblicos e orações para diferentes ocasiões do dia. Também incluíam perguntas e respostas simples utilizadas na admissão à mesa do Senhor. Os catecismos maiores eram usados para instrução e as perguntas mais precisas e simples serviam como a confissão necessária para participar da Ceia. Um conjunto dessas perguntas foi acrescido posteriormente a algumas edições do catecismo de Calvino."

### A obra "Instrução na Fé" (1537) de Calvino
No início da sua primeira estada em Genebra, que começou em 1536, João Calvino produziu dois importantes documentos para a cidade: uma confissão de fé, que deveria ser subscrita pelos cidadãos genebrinos; e um catecismo para a instrução das crianças. Esses dois documentos tinham grande semelhança entre si e com a obra Instituição da Religião Cristã ou Institutas, publicada pouco antes. Essa obra viria a passar por várias edições e ampliações até se tornar a obra magna de Calvino. 

O primeiro catecismo de João Calvino, certamente é a obra chamada "Instrução na Fé" (1537), também conhecida como "Catecismo de Genebra Anterior". Essa obra é considerada como um resumo das Instritutas, recém publicada. Conforme explica Matos: 
"No dia 16 de janeiro de 1537, Calvino e seu colega Guilherme Farel apresentaram ao conselho municipal os “Artigos concernentes à organização da igreja e do culto em Genebra”. Esses artigos propunham a celebração frequente da Ceia do Senhor, a disciplina da excomunhão e também normas sobre o cântico de salmos e sobre a educação cristã. O resultado foi o catecismo conhecido como Instrução na Fé, cujo título mais completo era Instrução e Confissão de Fé que são utilizados na Igreja de Genebra, descrito como “um sumário breve e simples da fé cristã, a ser ensinado a todas as crianças”. Esse texto é um testemunho da importância que o reformador francês atribuía ao ensino ou educação na fé cristã, mediante o qual as crianças e adolescentes pudessem alcançar maturidade em sua vida moral e espiritual. O documento também é valioso por representar uma síntese da teologia inicial de Calvino conforme refletida na primeira edição das Institutas."
Matos, diz que a estrutura de Instrução na Fé é considerada um tanto obscura, mas o conteúdo dos seus 33 capítulos é claro: 
"Após uma seção introdutória (1-7) que aborda o propósito da vida humana (“conhecer a Deus”), o ser humano, o livre arbítrio e a salvação do pecado e da morte, Calvino prossegue com uma exposição do Decálogo e do significado da lei de Deus (8-11). Essa exposição é seguida por uma seção sobre a fé, na qual o reformador trata de temas como eleição, justificação, santificação, arrependimento e regeneração, seguindo-se uma explanação do Credo dos Apóstolos (12-21). Uma seção final aborda a oração (em especial a Oração do Senhor), os sacramentos, o ministério pastoral e o magistrado civil (22-33).
A obra aborda todos os temas tipicamente reformados. Contudo, Matos entende que é improvável que fosse usada diretamente pelas crianças e jovens. Na realidade a intenção clara de Calvino era que esse ensino fosse transmitido pelos pastores às crianças.

### O Catecismo da Igreja de Genebra (1942)
Quando Calvino retornou de Estrasburgo (1538-41) para Genebra, muitas pessoas, principalmente pastores pastores da Frísia Oriental, pediram um novo catecismo. Calvino, insatisfeito com o formato utilizado no seu primeiro catecismo, Instrução na Fé, resolveu preparar outro mais elaborado. Desta vez, ele reescreveu e ampliou a Instrução na Fé, agora usando o formato mais didática de perguntas e respostas.
Este catecismo buscou apresentar as doutrinas básicas da fé cristã. Foi preparado também um cronograma litúrgico indicando como as suas 373 perguntas e respostas poderiam ser estudadas e recitadas durante um período de 55 semanas ou domingos. Foi publicado primeiro em francês  em 1542 e, mais tarde, em latim  no ano de 1545.
O Catecismo de Genebra de 1542 foi o principal documento do gênero até 1563, quando foi publicado o Catecismo de Heidelberg, que se tornaria muito mais popular. Serviu de modelo para muitos outros, como o Catecismo de Emden (1554), usado na Frísia Oriental. Foi adotado pela Igreja Reformada da França e foi usado como o catecismo da Igreja da Escócia até que esta aceitou os catecismos de Westminster em 1648. Sua primeira pergunta e resposta dizem: “Qual é o fim principal da vida humana? Que os homens conheçam a Deus por quem foram criados”.

## Características
Esse catecismo recebeu uma forma mais catequética, com expressões mais claras e mais fáceis de aprender. Ao todo são 375 perguntas e respostas a serem estudadas ao longo de 55 semanas, ou seja, aproximadamente um ano.
Apresentando a forma de perguntas e respostas, que se tornaria consagrada, o texto tem o teor de um diálogo (não de um interrogatório) entre o ministro e a criança. Muitas das perguntas do ministro claramente induzem a resposta; em muitos pontos, o ministro contribui tanto para a substância da doutrina quanto o aluno que está sendo interrogado. A intenção pedagógica se torna evidente em todo o catecismo e o material está organizado com muito maior clareza que na versão anterior.
O catecismo inicia com uma carta ao leitor, em especial os ministros da Frísia Oriental. Calvino começa com a afirmação de que o propósito da vida humana é honrar e adorar a Deus. Isso é feito, primeiro, pela confiança em Deus; em segundo lugar, pela obediência à sua vontade; em terceiro lugar, pela invocação do seu nome; finalmente, mediante o louvor e ação de graças. Assim sendo, o texto está dividido em quatro partes: sobre a fé (o Credo dos Apóstolos), sobre a lei (os Dez Mandamentos), sobre a oração (a Oração Dominical) e sobre os sacramentos. Alguns subdividem a quarta parte em duas: a Palavra de Deus e os sacramentos.